# Sophie Litvak
Pour les articles homonymes, voir Litvak.
Sophie Litvak (née Simone Steur le 31 janvier 1926 à Nice, puis Sophie Malgat à la suite de son premier mariage avec François Malgat) est un mannequin parisien qui collabore notablement dans les années 1950 avec le couturier Jacques Fath qui lui donne son pseudonyme de Sophie.

## Biographie
Connue pour son physique particulier au buste long, taille fine, et jambes courtes, Simone Steur débute chez Hermès. Au départ, elle présente des maillots de bain avant de passer aux vêtements. En parallèle de son activité pour Hermès, elle pose pour quelques magazines de mode.
Simone rejoint la réputée cabine de Jacques Fath début 1949 où elle travaille avec Bettina qu'elle connait depuis quelques années : les deux amies, très différentes en style, sont complémentaires dans les défilés et séances photo. Cette année 1949 marque une date charnière dans la carrière de Fath où la robe portée par Rita Hayworth pour son mariage apporte une renommée mondiale à sa maison de couture dont les mannequins vont profiter. Le couturier donne à Simone dès son arrivée son pseudonyme de Sophie. Elle ne tarde pas à se faire connaitre en incarnant la Parisienne, « l'archétype de la Française élégante, spirituelle et enjouée de l'après-guerre. », plutôt opposée aux mannequins anglo-saxons sophistiqués de l'époque comme Ivy Nicholson ou Anne Gunning avec qui elle posera parfois. Comme le précise le mannequin Praline, « l'hôtel particulier de Fath fait partie des hauts lieux de l'élégance parisienne. » Elle participe aux nombreuses fêtes mondaines que donne le couturier et sa femme.
Sophie travaille également ponctuellement pour Dior, Biki (it) ou Givenchy. Son succès chez Fath fait qu'elle est plus que jamais demandée par les magazines tels L'Officiel, Vogue, Jardin des Modes ou L'Album du Figaro mais également nombre de publications américaines ; elle est photographiée, entre autres, par Lionel Kazan, Georges Dambier, Erwin Blumenfeld, Henry Clarke ou Horst P. Horst. Formant un duo avec Bettina, elles voyagent toutes deux de par le monde et apparaissent ensemble sur de nombreuses photographies de mode. 
Elle épouse le metteur en scène Anatole Litvak, son second mari bien plus âgé qu'elle, le 2 décembre 1955 et ont ensemble par la suite une vie mondaine soutenue. Elle devient journaliste pour Femina ou Elle. Elle meurt peu de temps après son mari.

## Source
- Jean-Noël Liaut, Modèles et mannequins : 1945 - 1965, Paris, Filipacchi, février 1994, 220 p. (ISBN 978-2-85018-341-6, BNF 35660421, présentation en ligne), « Sophie (Litvak) », p. 81 à 86